# Stronger (Hanna Pakarinen)
Stronger è il secondo album in studio della cantante finlandese Hanna Pakarinen, pubblicato nel 2005.

## Tracce
1. Out of Tears (Aldeheim/Leonard) - 3:25
2. Stronger Without You (Landin/Larsson/Junior) - 3:27
3. Wasted (Elofson/Kvint/Lindvall) - 3:32
4. Falling Again (Eklund/Björk/Malm) - 3:42
5. Tears In Your Eyes (Eriksson/Molin/Funemyr) - 3:55
6. We Don't Speak (Hansson) - 3:41
7. Damn You (Ringqvist/Gibson) - 4:17
8. Kiss Of Life (Johansson/Lipp) - 4:00
9. Paralyzed (Eriksson/Björk) - 3:57
10. One Way or the Other (Björk/Eklund/Krabbe) - 3:18
11. Run [Bonus Track] (Elofsson/Thornally/Venge/Wennerberg) - 3:56